# Terry Lightfoot
Terry Lightfoot (* 21. Mai 1935 in Potters Bar, damals in Middlesex, inzwischen in Hertfordshire, England; † 15. März 2013) war ein britischer Klarinettist (auch Gesang) und Bandleader des Traditional Jazz.

## Leben und Wirken
Lightfoot, dessen jüngerer Bruder Paddy als Banjospieler bekannt wurde, lernte in der Schule Klarinette. Siebzehnjährig leitete er die Wood Green Stompers und gehörte auch zur Albemarle Jazz Band, bevor er von 1953 bis 1955 seinen Wehrdienst ableisten musste. 1955 gründete er seine eigenen Terry Lightfoot’s New Orleans Jazzmen, mit denen er sich ein Jahr später der Profiszene zuwendete. Zu seiner Band gehörten Musiker wie Alan Elsdon und Ginger Baker. Die Band trat auch mit amerikanischen Gästen wie  Kid Ory und Red Allen auf. Mit der zusammen mit Acker Bilk entstandenen EP Clarinet Jamboree sowie mit seiner Aufnahme des Cole-Porter-Hits True Love, mit King Kong und Tavern In The Town hatte er Anfang der 60er Jahre vier Charthits in Großbritannien. Er verließ dann vorübergehend die Musikszene, um 1967 bei Kenny Ball zu spielen. Dann gründete er wieder seine eigene Band, mit der er 1972 auch in der DDR auftrat. Nach einer weiteren Pause zwischen 1978 und 1983, in der er im Hotelgewerbe tätig war, war er wieder mit eigener Band aktiv.

## Lexikalische Einträge
- John Chilton, Who is Who in British Jazz London 2005 ISBN 978-0826472342